# Chome
Chome è una circoscrizione rurale (rural ward) della Tanzania situata nel distretto di Same, regione del Kilimangiaro. Conta una popolazione di 5 893 abitanti (censimento 2012).